# 야곱의 축복

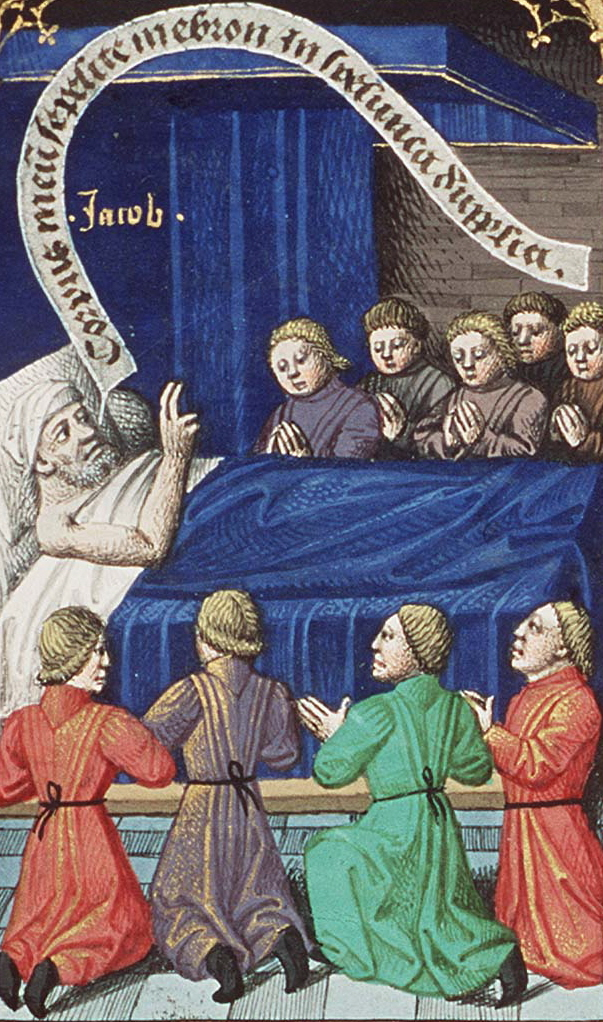
프랑수아 메트르의 '자녀들을 축복하는 야곱'. 창세기 49장 33절에 침대가 언급된 것은 이 구절이 임종 연설임을 시사한다.

야곱의 축복(Blessing of Jacob)은 창세기 49장 1-27절에 기록된 예언시로, 야곱의 열두 아들을 각각 언급한다. 창세기는 이 시를 야곱이 죽음을 앞두고 아들들에게 한 말로 제시한다. 언어학적으로 볼 때, 이 시는 성경에서 가장 오래된 여러 부분 중 하나인 고대 히브리어 시대에 기록된 것으로 여겨진다.
모세의 축복처럼 창세기 49장도 이스라엘 지파들을 평가하지만, 한 지파를 사사로, 다른 지파를 사자 새끼로 묘사하는 것을 제외하고는 두 시 사이에 공통점이 거의 없다. 야곱의 축복에서는 단 지파가 사사이고 유다 지파가 사자 새끼인 반면, 모세의 축복에서는 가드 지파가 사사이고 단 지파가 사자 새끼이다.
모세와 달리 야곱은 르우벤 지파, 시므온 지파, 레위 지파 등 일부 지파를 혹평하는 것을 두려워하지 않는다. 이 시는 각 지파가 왜 그런 운명을 겪었는지 묘사하는 것으로 보이며, 장자인 르우벤 지파가 유다 지파에 비해 영토가 좁은 것은 르우벤의 근친상간(창세기 35:22과 49:3-4에 언급됨) 때문이라고 설명한다. 시므온 지파의 영토는 유다 지파 영토 안에 완전히 위치했고, 레위 지파는 몇 개의 성읍만 흩어져 있었다. 그들의 운명은 그에 상응하는 악행의 결과였다. 다른 지파들은 바다를 누비거나 아름다운 공주를 두는 등 고유한 특징을 가지고 있다.
유다 지파와 요셉 지파는 모두 자신들의 탁월한 지위에 걸맞은 풍성한 축복을 받았다. 유다 지파는 유다 왕국의 주요 구성원으로서, 요셉 지파, 특히 에브라임 지파는 이스라엘 왕국에서 탁월한 집단으로서 축복을 받았다. 특히 요셉은 강력한 인물로 묘사되어 정복자로서의 면모를 보이지만, 결과적으로 문서 가설에 따르면 이는 출처(야훼)의 남부(즉, 유다)적 성향에 부합한다고 주장할 수 있다.